# Luiz Carlos Bombonato Goulart
Luiz Carlos Bombonato Goulart známý jako Luizão (* 14. listopad 1975, Rubinéia) je bývalý brazilský fotbalista. Nastupoval povětšinou na postu útočníka.
V brazilské reprezentaci odehrál 18 utkání, v nichž dal 6 gólů. Stal se s ní mistrem světa roku 2002. Na olympijských hrách v Atlantě roku 1996 získal bronzovou medaili.
S Corinthians vyhrál roku 2000 pokusný první ročník Mistrovství světa klubů.
Dvakrát vyhrál Pohár osvoboditelů, roku 1998 s Vasco da Gama, roku 2005 se São Paulo FC.
S Corinthians vyhrál brazilskou ligu.